# Альпухарра-Гранадина
Альпуха́рра-Гранади́на (исп. Alpujarra Granadina)  — район (комарка) в Испании, входит в провинцию Гранада в составе автономного сообщества Андалусия.

## Муниципалитеты
1. Альмехихар
2. Альпухарра-де-ла-Сьерра
3. Берчулес
4. Бубион
5. Бускистар
6. Кадиар
7. Каньяр
8. Капилейра
9. Каратаунас
10. Кастарас
11. Хувилес
12. Ланхарон
13. Ла-Таа
14. Лобрас
15. Муртас
16. Невада (Гранада)
17. Майрена (Гранада)
18. Писена
19. Орхива
20. Пампанейра
21. Португос
22. Сопортухар
23. Торвискон
24. Тревелес
25. Турон
26. Ухихар
27. Валор